# Arto Ruotanen
Arto Sakari Ruotanen (* 11. April 1961 in Pyhäjärvi) ist ein ehemaliger finnischer Eishockeyspieler und jetziger -trainer.

## Karriere
Arto Ruotanen begann seine Karriere als Eishockeyspieler bei Kärpät Oulu, für dessen Profimannschaft er von 1979 bis 1986 in der SM-liiga, der höchsten finnischen Spielklasse, aktiv war. In der Saison 1984/85 wurde er in das All-Star Team der Liga gewählt. Von 1986 bis 1992 stand der Verteidiger beim HV71 in der schwedischen Elitserien unter Vertrag. Anschließend wurde er zur Saison 1992/93 vom BSC Preussen aus der Eishockey-Bundesliga verpflichtet. Für die Berliner erzielte er in 24 Spielen je drei Tore und drei Vorlagen. Zur Saison 1993/94 kehrte der Finne nach Schweden zurück, in der er von 1993 bis 1996 für den Rögle BK in der Elitserien spielte. Mit Rögle stieg er in der Saison 1995/96 in die damals noch zweitklassige Division 1 ab. In dieser lief er in der Saison 1996/97 für IF Troja-Ljungby auf. Zuletzt war der dreifache Olympiateilnehmer in der Saison 1997/98 für den Nittorps IK aus der Division 2 aktiv, ehe er seine aktive Karriere im Alter von 37 Jahren beendete. 
Von 1998 bis 2003 war Ruotanen als Assistenztrainer bei seinem Ex-Klub HV71 in der Elitserien aktiv. Von 2003 bis 2006 betreute er als Cheftrainer den in der mittlerweile drittklassigen Division 1 spielenden Tranås AIF.

### International
Für Finnland nahm Ruotanen im Juniorenbereich an der U18-Junioren-Europameisterschaft 1979 sowie der U20-Junioren-Weltmeisterschaft 1981 teil. Bei der U20-WM 1981 gewann er mit seiner Mannschaft die Silbermedaille. 
Im Seniorenbereich stand er im Aufgebot seines Landes bei den Weltmeisterschaften 1985, 1986, 1987, 1990, 1991 und 1992 teil. Zudem trat er mit Finnland bei den Olympischen Winterspielen 1984 in Sarajevo, 1988 in Calgary und 1992 in Albertville sowie 1991 beim Canaca Cup an. Bei den Winterspielen 1988 und bei der WM 1992 gewann er mit Finnland jeweils die Silbermedaille.

## Erfolge und Auszeichnungen
- 1985 SM-liiga All-Star Team
- 2003 Aufnahme in die Finnische Eishockey-Ruhmeshalle

### International
- 1981 Silbermedaille bei der U20-Junioren-Weltmeisterschaft
- 1988 Silbermedaille bei den Olympischen Winterspielen
- 1992 Silbermedaille bei der Weltmeisterschaft